# جونجي نيشيكاوا
جونجي نيشيكاوا (باليابانية: 西川 潤之) (مواليد 29 يونيو 1907)، هو لاعب كرة قدم ياباني سابق كان يلعب كحارس مرمى. سبق له أن لعب مع منتخب اليابان.

## وصلات خارجية
- جونجي نيشيكاوا على موقع ناشيونال فوتبول تيمز (الإنجليزية)

- National Football Teams
- Japan National Football Team Database